# Henri-Gabriel-Marie Le Bègue de Germiny
Pour les autres membres de la famille, voir Famille Le Bègue de Germiny.
Henri-Gabriel-Marie Le Bègue de Germiny (3 juillet 1811 à Rouen - 22 février 1900 à Paris) est un militaire, voyageur et homme politique français.

## Biographie
Fils de Marie Gabriel Raoul Lebègue de Germiny, officier supérieur de cavalerie, petit-fils de Marie-Jacques-François-Alexandre Asselin de Villequier et neveu de Henri-Charles Le Bègue de Germiny, il fut destiné à l'état militaire, entra à l'école de Saint-Cyr en 1828 et en sortit comme sous-lieutenant au 2e régiment d'infanterie de ligne; mais il donna sa démission dès 1832 et se mit à voyager. 
Il parcourut successivement l'Allemagne, l'Autriche, puis les possessions françaises d'Afrique, l'Amérique du Sud et enfin l'Extrême-Orient. De retour en France, il épousa Mlle van der Vliet, d'une ancienne famille hollandaise, et s'établit dans le Calvados, où il acheta la terre et le château de Béneauville (commune de Bavent). 
Maire de Bavent en 1848, conseiller général du Calvados pour le canton de Troarn depuis 1852, il soutint le gouvernement impérial.
Il est nommé chevalier de la Légion d'honneur par décret du 14 août 1863 .
Il fut candidat officiel aux élections législatives du 24 mai 1869. Germiny, élu député de la 1re circonscription du Calvados, vota jusqu'au 4 septembre 1870 avec la majorité dynastique, notamment pour la déclaration de guerre à la Prusse.

## Sources
- « Henri-Gabriel-Marie Le Bègue de Germiny », dans Adolphe Robert et Gaston Cougny, Dictionnaire des parlementaires français, Edgar Bourloton, 1889-1891 [détail de l’édition]